# Comuna Revne, Borîspil
Revne (în ucraineană Ревне) este o comună în raionul Borîspil, regiunea Kiev, Ucraina, formată din satele Leninivka și Revne (reședința).

## Demografie
Componența lingvistică a comunei Revne
     Ucraineană (96,54%)
     Rusă (3,24%)
     Alte limbi (0,06%)
Conform recensământului din 2001, majoritatea populației comunei Revne era vorbitoare de ucraineană (96,54%), existând în minoritate și vorbitori de rusă (3,24%).